# Trzciniak perski
Trzciniak perski (Acrocephalus griseldis) – gatunek małego ptaka z rodziny trzciniaków (Acrocephalidae). Wędrowny – w sezonie lęgowym występuje na Bliskim Wschodzie, zimuje we wschodniej Afryce. Jest zagrożony wyginięciem.

## Systematyka
Gatunek ten po raz pierwszy opisał w 1891 roku Gustav Hartlaub. Autor nadał mu nazwę Calamoherpe griseldis, a jako miejsce typowe wskazał Nguru w Tanganice (obecnie Tanzania). Obecnie gatunek umieszczany jest w rodzaju Acrocephalus. Dawniej takson ten bywał uznawany za podgatunek trzciniaka zwyczajnego (A. arundinaceus), ale ptaki te różnią się od siebie morfologią i śpiewem, a ich odrębność gatunkową potwierdziły badania mitochondrialnego DNA. Nie wyróżnia się podgatunków.

## Morfologia
Długość ciała 17–18 cm; masa ciała 12–29 g (średnio 17 g). Ubarwienie grzbietu, lotek i sterówek ciemnobrązowe, natomiast brzucha brudnobiałe. Gatunek ten charakteryzuje ponadto stosunkowo długi dziób i jego kontrastowa barwa: górna część brązowa, dolna jasnoróżowa.

## Występowanie
Trzciniak perski występuje w południowo-wschodnim Iraku (między Bagdadem a Basrą); dużo mniej liczny w południowo-zachodnim Iranie i Kuwejcie; w 1. dekadzie XXI wieku po raz pierwszy odnotowano lęgi w Izraelu. Na zimę migruje do wschodniej Afryki (Sudan, Sudan Południowy, Etiopia, południowa Somalia, południowo-wschodnia Kenia, wschodnia Tanzania, południowe Malawi oraz Mozambik). W czasie przelotów występuje również w Kuwejcie i Arabii Saudyjskiej.
Środowiskiem naturalnym trzciniaka perskiego są płytkie, bagniste tereny podmokłe.

## Ekologia i zachowanie
Trzciniak perski lęgi przeprowadza w szuwarach trzcinowych. Występuje zazwyczaj pojedynczo lub w parach, podczas migracji widywany w luźnych grupach.

## Status
Międzynarodowa Unia Ochrony Przyrody (IUCN) uznaje trzciniaka perskiego za gatunek zagrożony (EN – Endangered). Liczebność populacji szacuje się na 1500–7000 dorosłych osobników. Siedliska lęgowe tego ptaka od lat 50. XX wieku systematycznie się kurczyły w wyniku realizacji na dużą skalę projektów hydrologicznych w dorzeczach Eufratu i Tygrysu; w 2003 roku pozostało ich około 759 km², ale później sytuacja uległa poprawie. Ze względu na znaczną utratę areału lęgowego światowa populacja tego gatunku gwałtownie spadła. Obecnie (2022) BirdLife International ocenia trend liczebności populacji jako stabilny.